# Regierung Viliam Široký II
Die Amtszeit der zweiten Regierung von Viliam Široký in der Tschechoslowakei, geführt durch den Ministerpräsidenten Viliam Široký, lief vom 12. Dezember 1954 bis 11. Juli 1960. Sie ersetzte die Regierung Viliam Široký I und wurde abgelöst durch die Regierung Viliam Široký III.

## Regierungsbildung, Programm
Das herausragende Ereignis während der Amtsperiode der Regierung Viliam Široký II war der XX. Parteitag der KPdSU im Februar 1956, auf dem Nikita Chruschtschow den Personenkult und die Verbrechen von Josef Stalin bekanntgab. Die tschechoslowakischen Kommunisten fürchteten eine offene Diskussion dieses Problems und zögerten lange, einen streng internen Bericht abzulegen. Dieser wurde schließlich durch Viliam Široký vorgetragen, einen der wichtigsten Protagonisten des kommunistischen Terrors in der Tschechoslowakei, der zu der fünfköpfigen Delegation in Moskau gehörte. Die Konsequenzen waren entsprechend gering: der Innenminister Alexej Čepička wurde "Bauernopfer" und musste am 25. April 1956 all seine Funktionen niederlegen. Die Unruhen in der Studentenschaft, in den Gewerkschaften, einigen Blockparteien und bei den Schriftstellern konnte durch eine umgehend gestartete sog. antirevisionistische Kampagne des Regimes im Keim erstickt werden.
Am 11. Juli 1960 trat die während der Regierungszeit Viliam Široký II vorbereitete neue Verfassung in Kraft und es wurde die Regierung Viliam Široký III eingesetzt.

## Regierungszusammensetzung
Die Minister befanden sich während der gesamten regulären Amtsperiode im Amt (12. Dezember 1954 bis 11. Juli 1960) wenn nicht anders angegeben.
- Viliam Široký - Ministerpräsident
- Jaromír Dolanský - stellvertretender Ministerpräsident
- Alexej Čepička - stellvertretender Ministerpräsident  (12.12.1954 – 25.4.1956)
- Václav Kopecký - stellvertretender Ministerpräsident
- Ludmila Jankovcová - stellvertretende Ministerpräsidentin
- Václav Škoda - stellvertretender Ministerpräsident  (12.12.1954 – 16.6.1956)
- Karel Poláček - stellvertretender Ministerpräsident  (14.10.1953 – 5.4.1958)
- Rudolf Barák - stellvertretender Ministerpräsident  (6.3.1959 – 11.7.1960)
- Otakar Šimůnek - stellvertretender Ministerpräsident  (6.3.1959 – 11.7.1960)
- Rudolf Barák - Innenminister
- Alexej Čepička - Verteidigungsminister (12.12.1954 – 25.4.1956)
- Bohumír Lomský - Verteidigungsminister (25.4.1956 – 11.7.1960)
- Jozef Kyselý - Wirtschaftsminister (12.12.1954 – 1.4.1958, aufgelöst)
- Josef Plojhar - Gesundheitsminister
- Emanuel Šlechta - Bauminister
- Oldřich Beran - Bauminister (16.6.1956 – 11.7.1960)
- Václav David - Außenminister
- Július Ďuriš - Finanzminister
- František Krajčír - Binnenhandelminister (12.12.1954 – 17.1.1959)
- Ladislav Brabec - Binnenhandelminister (17.1.1959 – 11.7.1960)
- Josef Krosnář - Holzindustrieminister (12.12.1954 – 16.6.1956)
- Božena Machačová-Dostálová - Einkaufministerin (12.12.1954 – 16.6.1956)
- Karel Poláček - Maschinenbauminister (12.12.1954 – 15.10.1955)
- Jan Bukal - Minister für die Schwerindustrie (15.10.1955 – 1.8.1957)
- Josef Reitmajer - Minister für die Schwerindustrie
- Ladislav Štoll - Kulturminister
- Jindřich Uher - Lebensmittelindustrieminister
- Oldřich Beran - Minister für staatliche Kontrolle (12.12.1954 – 15.10.1955)
- Michal Bakuľa - Minister für staatliche Kontrolle (15.10.1955 – 16.6.1956)
- Josef Krosnář - Minister für staatliche Kontrolle (16.6.1956 – 11.7.1960)
- Josef Jonáš - Minister für Brennstoffe und Energetik
- Josef Reitmajer - Minister für Metallurgie und Erzabbau (12.12.1954 – 1.8.1957)
- Václav Černý - Minister für Metallurgie und Erzabbau (1.8.1957 – 11.7.1960)
- Marek Smida - Landwirtschaftsminister (12.12.1954 – 15.10.1955)
- Vratislav Krutina - Landwirtschaftsminister (15.10.1955 – 16.6.1956)
- Michal Bakuľa - Minister für Land- und Forstwirtschaft (16.6.1956 – 6.3.1959)
- Lubomír Štrougal - Minister für Land- und Forstwirtschaft (6.3.1959 – 11.7.1960)
- Jan Bartuška - Justizminister (12.12.1954 – 16.6.1956)
- Václav Škoda - Justizminister (16.6.1956 – 11.7.1960)
- Richard Dvořák - Außenhandelsminister (12.12.1954 – 17.1.1959)
- František Krajčír - Außenhandelsminister (17.1.1959 – 11.7.1960)
- František Kahuda - Bildungsminister
- Alois Málek - Minister für leichte Industrie (12.12.1954 – 16.6.1956)
- Božena Machačová-Dostálová - Ministerin für Verbrauchsindustrie (16.6.1956 – 11.7.1960)
- Alois Neuman - Minister für Fernmeldewesen
- Václav Nosek - Minister für Arbeitskräfte (12.12.1954 – 22.7.1955)
- Josef Tesla - Minister für Arbeitskräfte (15.10.1955 – 31.7.1957)
- Antonín Pospíšil - Verkehrsminister (12.12.1954 – 8.1.1958)
- František Vlasák - Verkehrsminister (8.1.1958 – 11.7.1960)
- Jozef Púčik - Minister für die chemische Industrie
- František Vlasák - Minister für Energie (30.5.1955 – 8.1.1958)
- Antonín Pospíšil - Minister für Energie (ab 1.4.1958 Energie und Wasserwirtschaft) (8.1.1958 – 11.7.1960)
- Václav Ouzký - Minister für Feingerätebau (15.10.1955 – 15.10.1958)
- Emil Zatloukal - Minister für Automobilindustrie und Erzeugung von landwirtschaftlichen Maschinen (15.10.1955 – 15.10.1958)
- Marek Smida - Minister für staatliche landwirtschaftliche Höfe (15.10.1955 – 16.6.1956)
- Karel Poláček - Minister für allgemeinen Maschinenbau (15.10.1958 – 11.7.1960)
- Zdeněk Nejedlý - Minister ohne Aufgabenbereich
- Július Maurer - Minister ohne Aufgabenbereich  (12.12.1954 – 16.6.1956)
- Josef Tesla - Minister ohne Aufgabenbereich  (31.7.1957 – 6.3.1959)
- Václav Ouzký - Minister ohne Aufgabenbereich  (15.10.1958 – 9.2.1959)
- Otakar Šimůnek - Vorsitzender (Minister) des staatlichen Planungsamtes
- Oldřich Beran - Vorsitzender (Minister) des staatlichen Aufbauausschusses (15.10.1955 – 16.6.1956)
- Emanuel Šlechta - Vorsitzender (Minister) des staatlichen Aufbauausschusses (16.6.1956 – 17.3.1960)
- Jozef Kyselý - Vorsitzender (Minister) des Regierungsausschusses für die Pflege der Land-, Forst- und Wasserwirtschaft  (15.10.1958 – 11.7.1960)
- Václav Ouzký - Vorsitzender (Minister) des staatlichen Ausschusses für die Entwicklung der Technik  (9.2.1959 – 11.7.1960)

### Parteizugehörigkeit
Die Regierung wurde gebildet aus der Einheitsliste der Nationalen Front, die aus der dominierenden Kommunistischen Partei sowie aus Blockparteien bestand.